# 三阳路
三阳路，原名禄街（Utsen street）:169，是武汉市江岸区的一条垂直于长江的道路。东南到沿江大道，西北到解放大道接澳门路，中间与胜利街、中山大道、京汉大道相交。
三阳路一带原为汉口城堡（俗称后城）外侧的荒地。1895年，沿江大道到中山大道段被划入汉口德租界，随后建成该租界6条垂直于江岸的道路中的一条，命名为禄街（Utsen street）。1917年德租界被中国收回，次年更名。三阳路一带在1944年曾遭受美军猛烈轰炸，因而原有租界建筑保存不多。
1967年，三阳路曾改名为红卫三路，1972年恢复原名:171。
三阳路原有铁路，后拆除铁路拓宽道路。此后又延伸至解放大道，成为自江汉路到黄浦路之间市中心区域仅有的一条贯通沿江大道、中山大道与解放大道的道路。
2018年10月1日，别名“三阳路长江隧道”的武汉长江公铁隧道建成通车。